# Shock Corridor
Shock Corridor is een Amerikaanse dramafilm uit 1963 onder regie van Samuel Fuller. De film werd in 1996 opgenomen in het National Film Registry.

## Verhaal
Nadat een patiënt van een psychiatrisch ziekenhuis plots komt te overlijden besluit journalist Johnny Barrett zich daar te laten opnemen om de zaak te onderzoeken. Johnny komt tijdens gesprekken steeds dichter bij de oplossing, maar verliest daarbij wel al zijn grip op de realiteit.

## Rolverdeling
| Acteur           | Personage      |
| ---------------- | -------------- |
| Peter Breck      | Johnny Barrett |
| Constance Towers | Cathy          |
| Gene Evans       | Boden          |
| James Best       | Stuart         |